# Centaurea avilae
Centaurea avilae là một loài thực vật có hoa trong họ Cúc. Loài này được Pau mô tả khoa học đầu tiên năm 1909.